# Горевский, Сергей Евгеньевич
Горевский Сергей Евгеньевич (род. 18 ноября 1963, Энгельс, Саратовская область — 27 августа 2022, там же) — глава муниципального образования город Энгельс, депутат городского Совета (2000, 2005, 2008).

## Биография
Родился 18 ноября 1963 в городе Энгельсе Саратовской области.
- 1981 год — окончил среднюю школу № 11
- 1981—1985 — обучался в Пушкинском высшем военном училище радиоэлектроники ПВО, которое окончил с отличием.
- 1981—1994 — служба в Вооруженных силах СССР и Российской Федерации.

Учился в Саратовском государственном социально-экономическом университете. В 2000 году окончил обучение по специальности «Финансы и кредит», имеет квалификацию «Экономист».
С 1994 года начал трудовую деятельность в банковской сфере с должности начальника юридического отдела в АКБЗТ «ФИА — Банк», с 1995 года занимал должность заместителя председателя правления АКБЗТ «ФИА — Банк». С 1998 года по 2001 год работал заместителем управляющего филиалом АКБ «Экспресс-Волга».
В декабре 2000 года был избран депутатом Энгельсского муниципального Собрания депутатов. С сентября 2001 года работал на постоянной основе Председателем комитета по бюджетно-финансовой, инвестиционной политике, налогам и экономическому развитию муниципального образования Энгельсского муниципального Собрания депутатов. В апреле 2005 года Горевский Сергей Евгеньевич избран Секретарем Энгельсского муниципального Собрания депутатов, являлся заместителем главы Энгельсского муниципального образования по работе с органами местного самоуправления.
В 2005 году был избран депутатом Энгельсского городского Совета и Главой муниципального образования город Энгельс, 17 октября 2008 года избран на данную должность повторно.
Скончался 27 августа 2022 года.

## Награды
- медаль «70 лет Вооруженных Сил»
- Почетная грамота Главы Энгельсского муниципального района (2008).
- Почётный знак Губернатора Саратовской области «За любовь к родной земле» (2018)[4].

## Семья
Женат. Имел двоих детей.